# Convair NB-36H
Il Convair NB-36H era un singolo velivolo realizzato nel 1955 a scopo sperimentale nell'ambito del progetto NEPA (Nuclear Energy Propulsion for Aircraft, Energia Nucleare per la Propulsione Aeronautica).
Indicato con il nome di Crusader (Crociato) dalla stessa casa costruttrice, avrebbe dovuto rappresentare la prima fase del programma statunitense per lo sviluppo di un aereo a propulsione nucleare.

## Storia del progetto
Sul finire del 1951 il progetto NEPA aveva già raggiunto uno stadio piuttosto avanzato e le autorità coinvolte (principalmente l'AEC e l'USAF) erano ormai convinte che le potenzialità dimostrate potessero portare a sviluppi operativi in un futuro ormai prossimo.
Mentre, da un lato, la General Electric venne incaricata dello sviluppo del reattore nucleare adatto alla propulsione aeronautica, contemporaneamente si cercò un velivolo sul quale poter effettuare i primi test in volo. In realtà la ricerca non fu difficilissima, in quanto (all'epoca) l'unico velivolo che, per le sue dimensioni, poteva svolgere tale compito era il bombardiere strategico Convair B-36, allora in servizio presso lo Strategic Air Command.

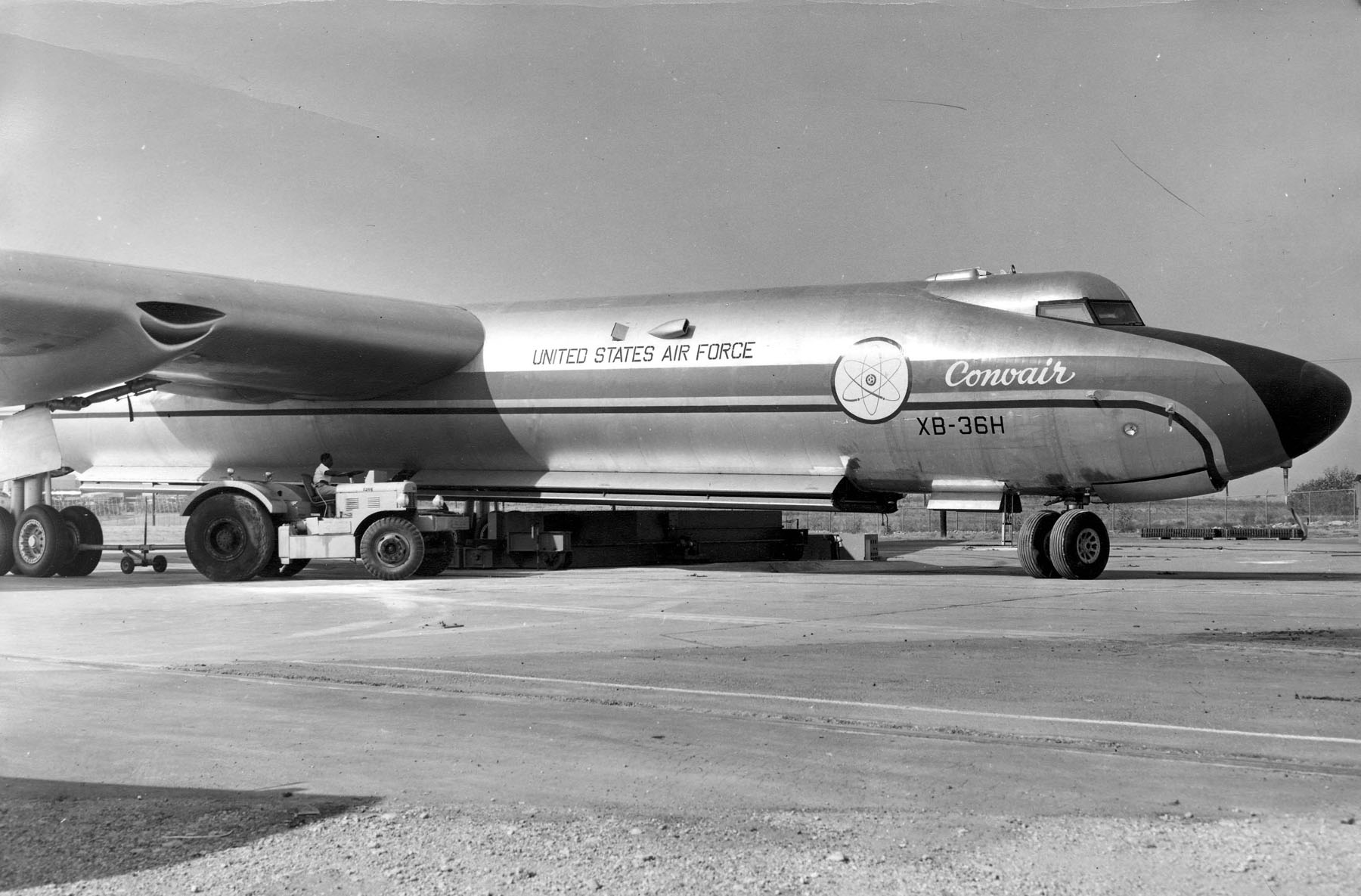
La sezione frontale del NB-36H, completamente ridisegnata.

Dopo qualche tempo venne deciso di utilizzare un esemplare del modello B-36H: si trattava del velivolo identificato con matricola 51-5712, rimasto danneggiato da un tornado che aveva colpito la Carswell Air Force Base (presso Fort Worth, nel Texas), il 1º settembre del 1952.
Le modifiche da apportare alla cellula originale erano numerose: la principale riguardava, ovviamente, l'installazione del reattore che venne disposto all'interno della fusoliera, nel posto generalmente occupato dal vano bombe nº4. Altre modifiche sostanziali riguardavano la cabina di pilotaggio, i finestrini e la sezione centrale della fusoliera in modo da schermare adeguatamente l'equipaggio dalle radiazioni emesse dal reattore...
Il primo volo dell'NB-36H avvenne il 17 settembre 1955, comandato dal collaudatore A.S. Witchell.

## Tecnica

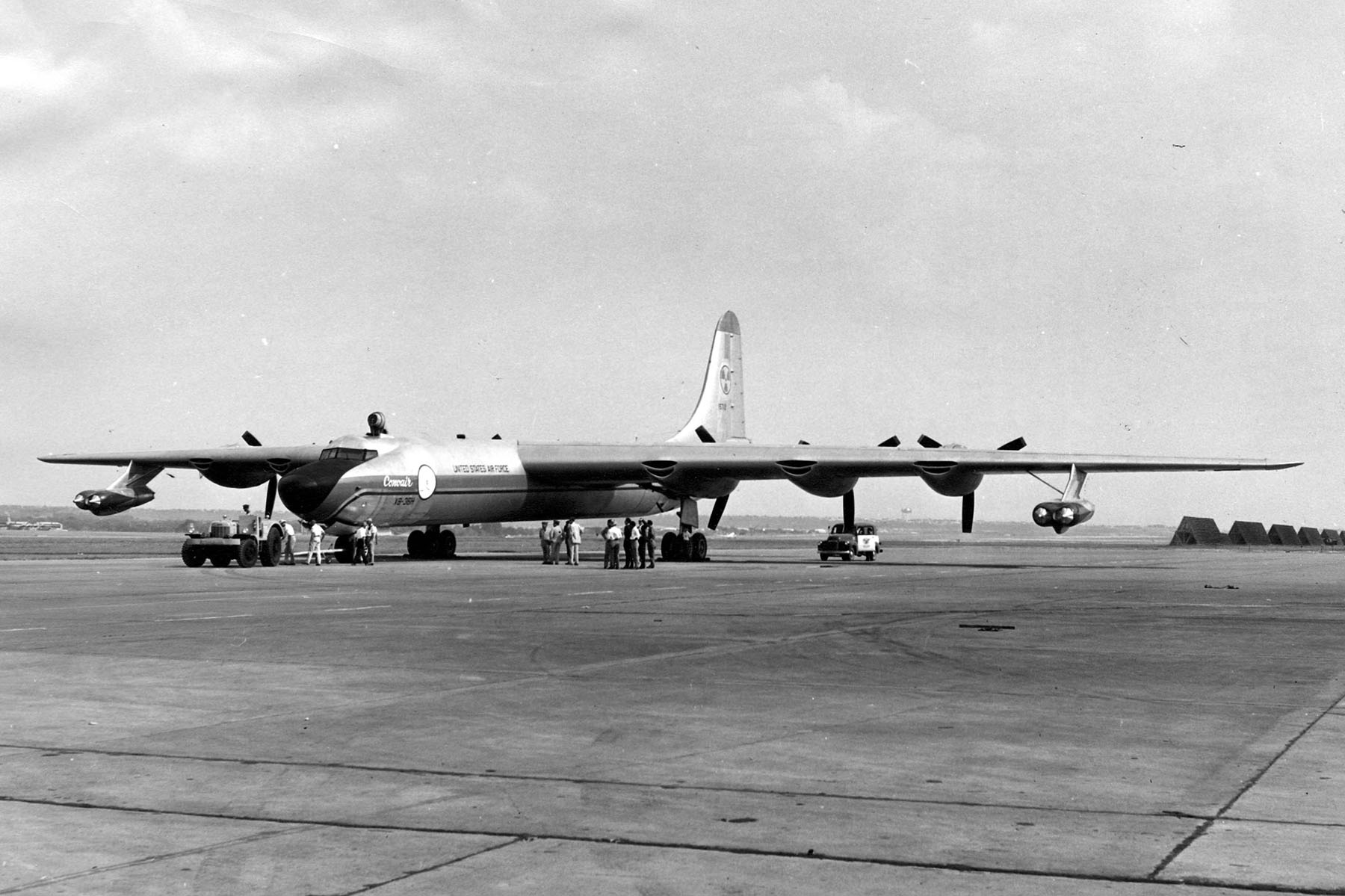
Il NB-36H sulla pista; si noti il portello di ingresso dell'equipaggio, aperto, subito dietro la cabina di pilotaggio.

In sostanza il NB-36H manteneva la struttura del Convair B-36H di serie. Anche l'impianto propulsivo rimaneva inalterato: il reattore nucleare, infatti, era funzionante a tutti gli effetti, ma non era collegato ai motori installati (per questa fase dello sviluppo del programma era infatti prevista la realizzazione dell'X-6).
La sezione di prua del velivolo, danneggiata dal tornado di cui si è detto, era stata completamente rivista. Per proteggere l'equipaggio dalle radiazioni del reattore nucleare, furono impiegate 12 tonnellate tra piombo e gomma mentre gli spessori dei finestrini variavano tra i 15 e i 30 centimetri. Grazie ad un sistema TV a circuito chiuso, l'equipaggio poteva tenere sotto controllo il vano bombe numero 4 dove era contenuto il reattore. Come ulteriore protezione fu frapposta tra equipaggio e reattore una struttura discoidale in piombo del peso di 4 tonnellate contenente sacche di acqua.
Le protezioni e la vetratura destinate a costituire una barriera contro le radiazioni non erano però le uniche modifiche apportate: pur se il muso del velivolo era leggermente più corto, il carrello d'atterraggio era stato spostato più avanti (di 6 pollici, poco più di 15 cm), per consentire l'installazione di un portello di ingresso per l'equipaggio.
Il reattore nucleare installato era raffreddato a sodio liquido ed era in grado di sviluppare una potenza di 1 000 kW; pesava 35 000 libbre (poco meno di 15 900 kg) e, una volta che l'aereo era atterrato, veniva rimosso dalla fusoliera al fine di raccogliere dati utili alla ricerca. Al fine di agevolarne il raffreddamento, sui fianchi della fusoliera vennero ricavate diverse prese d'aria e fori di scarico.

## Impiego
Dal momento del primo volo, l'impiego del NB-36H venne comunque limitato ad aree scarsamente popolate ed il velivolo era sempre accompagnato da un C-97 che trasportava un reparto di Marines paracadutisti, pronti ad intervenire nel caso si dovesse ricorrere ad un atterraggio d'emergenza o se, malauguratamente, si fosse verificato un incidente. Per questo loro particolare compito questi uomini vennero chiamati The Glowe in the Dark (letteralmente la luce nel buio).

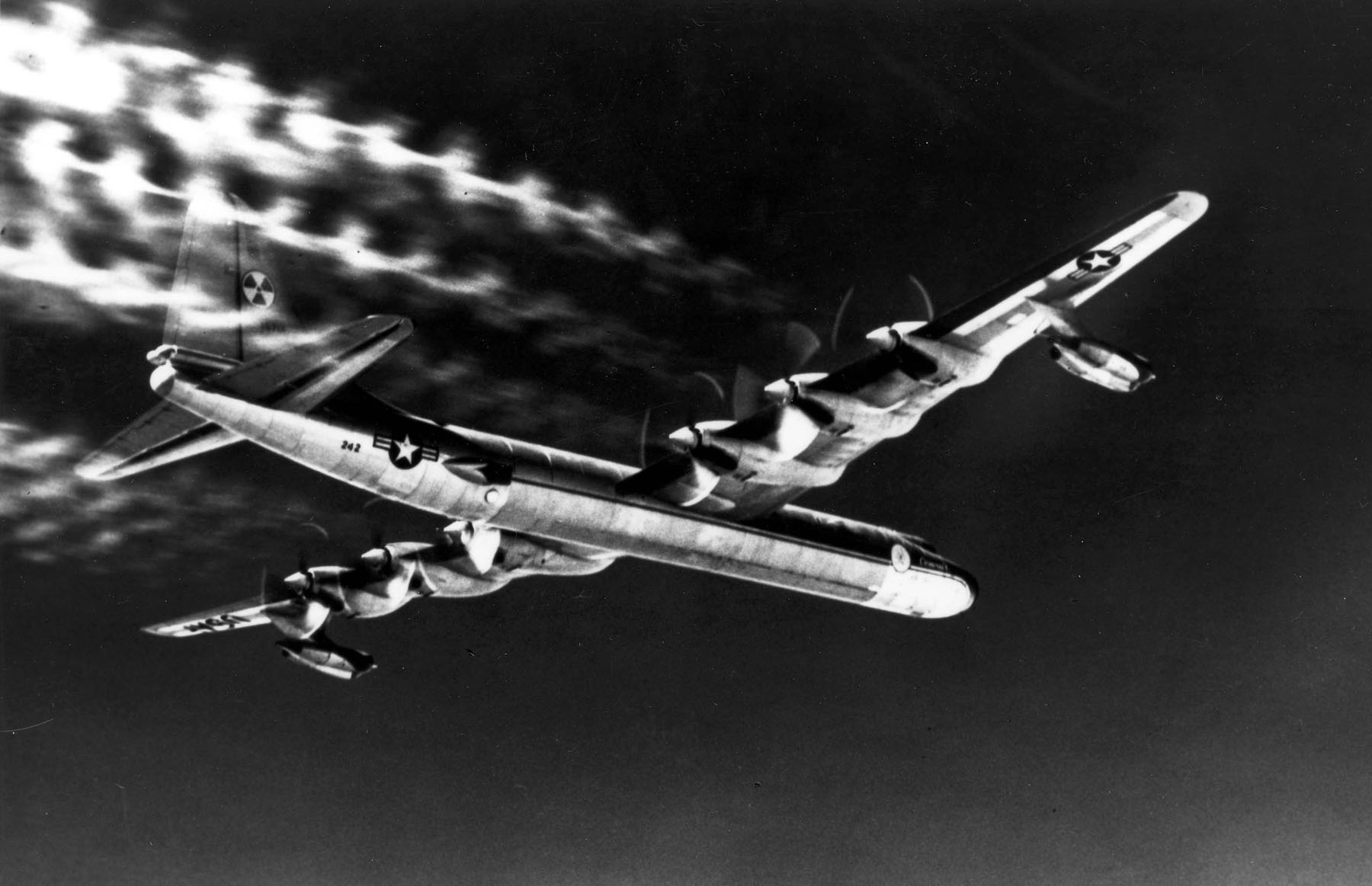
Il NB-36H in volo, riconoscibile dal simbolo di pericolo di radioattività apposto in bella vista nei piani di coda.

Al fine di rendere il velivolo facilmente riconoscibile, ne fu disposta la colorazione particolare: nel lato della fusoliera, subito dietro la cabina di pilotaggio riportava il disegno di un atomo, mentre nel piano di coda verticale erano esposti sia il simbolo che convenzionalmente indica pericolo di radioattività  nei classici colori giallo e rosso, sia due bande dei medesimi colori poste in senso orizzontale all'estremità superiore.
In totale i voli compiuti con il NB-36H furono 47 (l'ultimo ebbe luogo il 28 marzo 1957) per un totale di 215 ore di volo di cui 89 con il reattore funzionante, anche se la propulsione era affidata esclusivamente ai motori convenzionali.
Il programma di test realizzato con il NB-36H doveva servire a monitorare l'impatto delle radiazioni sugli uomini e sul mezzo (in particolare sugli impianti e sull'avionica) ed a valutare la tenuta delle protezioni installate. I risultati dei test furono soddisfacenti e misero in evidenza che la possibilità di usare la propulsione nucleare in un aereo era effettivamente realizzabile.
A seguito dei progressi scientifici applicati ai velivoli convenzionali ed in considerazione del rischio insito nell'avere un reattore nucleare volante sul proprio territorio, sul finire del 1960 il progetto NEPA, nel frattempo diventato ANP (Aircraft Nuclear Propulsion) venne definitivamente abbandonato ed il NB-36H demolito.

## Utilizzatori
Stati Uniti
- United States Air Force